# Marta (futebolista)
Marta Vieira da Silva (Embaixadora da boa vontade da ONU Mulheres) (Dois Riachos, 19 de fevereiro de 1986) é uma futebolista brasileira que atua como ponta-esquerda ou meio-campista. Atualmente joga pelo Orlando Pride, dos Estados Unidos.
Já foi escolhida como melhor futebolista do mundo por seis vezes, sendo cinco de forma consecutiva. Um recorde não apenas entre mulheres, mas também entre homens. Foi considerada pela Revista Época um dos 100 brasileiros mais influentes do ano de 2009.
Desde 2015 é a maior artilheira da história da Seleção Brasileira (contando a masculina e a feminina), com 116 gols.
No duelo entre Itália e Brasil, pela fase de grupos da Copa do Mundo de 2019, Marta marcou seu 17º gol, consagrando-se como a maior artilheira da Copa do Mundo de Futebol Feminino e também a pessoa com o maior número de gols em Copas do Mundo (entre homens e mulheres). Além disso, é a primeira pessoa a marcar em cinco edições diferentes do torneio (considerando homens e mulheres).

## Carreira

### Início profissional
Marta começou a jogar futebol no juvenil do Centro Esportivo Alagoano (CSA), em 1999 e iniciou a carreira profissional no Vasco da Gama em 2000 aos 14 anos. Após três anos no time cruzmaltino, foi emprestada ao time mineiro Santa Cruz, onde jogaria por mais duas temporadas, antes de ser negociada pelo time carioca, para defender o Umeå IK, da Suécia. Por este clube, tornou-se muito mais conhecida na Europa e foi se destacando cada vez mais, até ser considerada a melhor jogadora do mundo.

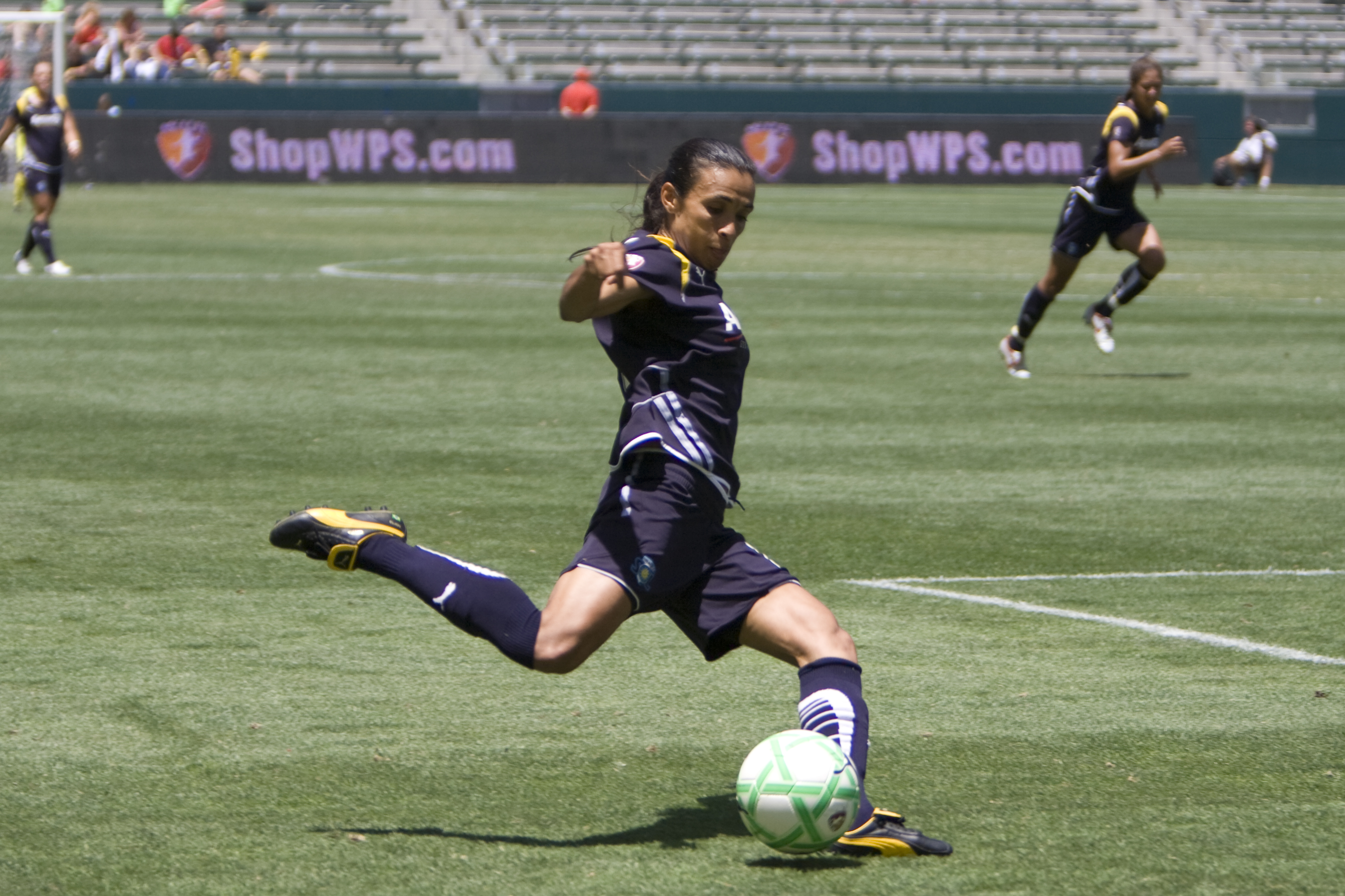
Marta atuando pela equipe estadunidense Los Angeles Sol, em 2009

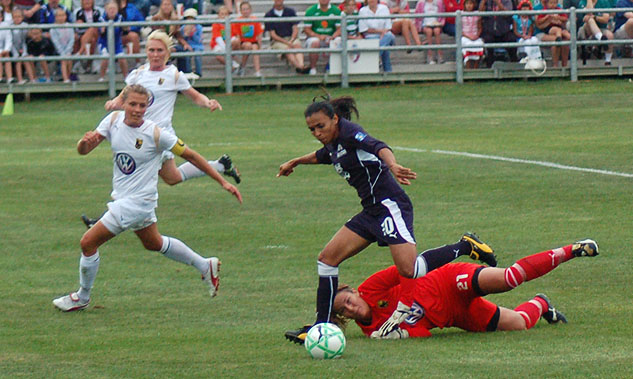
Marta no WPS All-Star Game, o "jogo das estrelas" contra o Umeå IK, em 2009

### Los Angeles Sol
Em 12 de janeiro de 2009, durante a coletiva de imprensa que aconteceu a premiação dos melhores jogadores do mundo de 2008, anunciou a sua transferência para o Los Angeles Sol, dos Estados Unidos. No clube estadunidense, foi artilheira da liga nacional, levando a equipe ao vice campeonato.

### Santos
Em 1 de agosto de 2009, o Santos anunciou sua contratação, por empréstimo de três meses (até o final de 2009), mas sua apresentação só aconteceu após o término da Liga de futebol feminino dos Estados Unidos de 2009. Após o período no Santos, onde disputou e venceu a Copa Libertadores Feminina e a Copa do Brasil, ela retornou ao Los Angeles Sol. Em 10 de setembro foi apresentada no clube e sua estreia ocorreu em 16 de setembro, em um jogo amistoso contra o Comercial-MS em Campo Grande.

### FC Gold Pride
Após o encerramento das atividades do Los Angeles Sol, ficou disponível para o draft (onde os demais clubes escolhem para contratação as jogadoras deste clube que encerrou suas atividades). O clube estreante na Liga, Atlanta Beat, após acordo com o St. Louis Athletica, trocou sua posição (recebendo por isso algumas jogadoras). Por sua vez, o St. Louis Athletica selecionou Shannon Boxx, meia da Seleção dos Estados Unidos. A seguir, o Philadelphia Independence selecionou a goleira Karina LeBlanc. A seguir, o FC Gold Pride escolheu Marta para reforçar sua equipe. Na temporada 2010, foi pela segunda vez consecutiva artilheira da liga, e, dessa vez, levando seu time ao título.

### Retorno ao Santos
Em 16 de dezembro de 2010, o Santos apresentou novamente Marta. Foi um contrato de dois meses que podia se transformar num vínculo de um ano, mas isso não aconteceu. A diretoria do clube confirmou que está finalizando as negociações para que o clube dispute a Liga de futebol feminino dos Estados Unidos já em 2011. Entretanto, por força do regulamento da competição, o clube teria apenas cinco jogadoras brasileiras - Marta e mais quatro. As demais jogadoras seriam dos Estados Unidos.

### Western New York Flash
Em 26 de janeiro de 2011, foi anunciada como novo reforço do Western New York Flash para a temporada da Liga de futebol feminino dos Estados Unidos de 2011. Ela foi apresentada dia 25 de fevereiro.
| “ | Esta é uma oportunidade incrível para que as jovens jogadoras de futebol assistam em sua cidade natal uma das melhores jogadoras de todos os tempos. Ela tem incríveis atributos físicos combinados com habilidades técnicas fenomenais. É extremamente emocionante vê-la jogando e é muito importante para o futebol feminino. Estamos ansiosos com a sua chegada. | ” |

Foi campeã da liga WPS.

### Tyresö FF
Em 22 de fevereiro de 2012, foi apresentada como nova jogadora do Tyresö FF com contrato de dois anos, recebendo a camisa 12.
| “ | Minha carreira começou na Suécia e agora eu quero escrever um novo capítulo. Estou feliz e orgulhosa por estar de volta aqui. Eu tenho muito a agradecer à Suécia. | ” |

O Tyreso foi campeão sueco em 2012 e vice-campeão europeu na temporada 2013–14.

### FC Rosengård
Após a falência do Tyresö em 2014, Marta foi contratada em julho pelo FC Rosengård, também da Suécia. A jogadora assinou um contrato de apenas seis meses, mas com possibilidade de renovação. "Recebi várias ofertas da Europa e dos Estados Unidos, mas ainda tenho fome de títulos, especialmente a Liga dos Campeões", disse a brasileira em entrevista. "Vejo um grande potencial no Rosengard, uma equipe forte, e vou fazer todo o possível para que se transforme na melhor da Europa", acrescentou. Com a equipe ela foi bicampeã da Liga da Suécia em 2014 e 2015, além de acabar com o vice-campeonato em 2016.

### Orlando Pride
Em 7 de abril de 2017, Marta foi oficialmente anunciada como nova jogadora do Orlando Pride, dos Estados Unidos. Em 2024, conquistou seu primeiro título da National Women's Soccer League com o Pride.

## Seleção Nacional
Conquistou, com a Seleção Brasileira, a medalha de ouro nos Jogos Pan-americanos de 2003 e 2007, liderando a artilharia da competição com 12 gols nestes últimos. Foi ainda medalha de prata nos Jogos Olímpicos de 2004, 2008 e 2024.
Em 27 de setembro de 2007, durante a partida de semifinal na Copa do Mundo de Futebol Feminino, realizada na China, contra os EUA, marcou o gol mais bonito da competição e, para alguns, o gol mais bonito marcado durante toda a existência deste torneio e ajudou o Brasil a chegar pela primeira vez em sua história à final dessa competição. O Brasil ficou em 2º lugar e Marta foi escolhida a melhor jogadora da Copa, recebendo o prêmio Bola de Ouro e também foi a artilheira da competição com 7 gols.
Em 2015, Marta se tornou a maior artilheira da história da Copa do Mundo de futebol feminino, com 15 gols.
Mesmo ano em que se tornou a maior artilheira da seleção brasileira completando 117 gols. Ela superou Pelé que tem 95 gols marcados com a camisa da seleção. Na Copa do Mundo Feminina de 2019, na França, na fase de grupos, no jogo contra a Itália, Marta superou a marca de Miroslav Klose se tornando a maior goleadora em copas do mundo de futebol masculino ou feminino, com 17 gols, marca jamais alcançada por outro futebolista. 
Em abril de 2024, Marta anunciou que esse seria seu último ano defendendo a seleção, se aposentando a partir de 2025, mas que iria disputar as Olimpíadas de Paris, sendo assim, seu último torneio pelo país. Na Olimpíada, acabou expulsa jogando contra a Espanha ao acertar com um chute a cabeça de Olga Carmona, sendo suspensa por dois jogos. Liberada para jogar a final contra os Estados Unidos, entrou no segundo tempo, se tornando a primeira futebolista  não-estadunidense a jogar três finais olímpicas. Se despediu da seleção ganhando sua terceira medalha de prata.

### Gols em Copas do Mundo
Marta é a maior artilheira de todas as Copas do Mundo Femininas. Dos 17 gols que Marta marcou em Copas do Mundo, 16 foram com a perna esquerda. No total, são 10 gols com a bola rolando e sete de pênalti. A jogadora será a grande estrela da seleção brasileira na Copa do Mundo 2023.
Todos os Gols
| #   | Data                   | Local                                           | Adversário     | Placar | Resultado | Edição | Fase do Torneio  |
| --- | ---------------------- | ----------------------------------------------- | -------------- | ------ | --------- | ------ | ---------------- |
| 1.  | 21 de setembro de 2003 | RFK Stadium, Washington, Estados Unidos         | Coréia do Sul  | 1–0    | 3–0       | 2003   | Fase de grupos   |
| 2.  | 24 de setembro de 2003 | RFK Stadium, Washington, Estados Unidos         | Noruega        | 3–1    | 4–1       | 2003   | Fase de grupos   |
| 3.  | 1 de outubro de 2003   | Gillette Stadium, Foxborough, Estados Unidos    | Suécia         | 1–1    | 1–2       | 2003   | Quartas de final |
| 4.  | 12 de setembro de 2007 | Wuhan Stadium, Wuhan, China                     | Nova Zelândia  | 3–0    | 5–0       | 2007   | Fase de grupos   |
| 5.  | 12 de setembro de 2007 | Wuhan Stadium, Wuhan, China                     | Nova Zelândia  | 4–0    | 5–0       | 2007   | Fase de grupos   |
| 6.  | 15 de setembro de 2007 | Wuhan Stadium, Wuhan, China                     | China          | 1–0    | 4–0       | 2007   | Fase de grupos   |
| 7.  | 15 de setembro de 2007 | Wuhan Stadium, Wuhan, China                     | China          | 2–0    | 4–0       | 2007   | Fase de grupos   |
| 8.  | 23 de setembro de 2007 | Tianjin Olympics Center Stadium, Tianjin, China | Austrália      | 2–0    | 3–2       | 2007   | Quartas de final |
| 9.  | 27 de setembro de 2007 | Zhejiang Dragon Stadium, Hangzhou, China        | Estados Unidos | 2–0    | 4–0       | 2007   | Semi-final       |
| 10. | 27 de setembro de 2007 | Zhejiang Dragon Stadium, Hangzhou, China        | Estados Unidos | 3–0    | 4–0       | 2007   | Semi-final       |
| 11. | 3 de julho de 2011     | Volkswagen Arena, Wolfsburg, Alemanha           | Noruega        | 1–0    | 3–0       | 2011   | Fase de grupos   |
| 12. | 3 de julho de 2011     | Volkswagen Arena, Wolfsburg, Alemanha           | Noruega        | 3–0    | 3–0       | 2011   | Fase de grupos   |
| 13. | 10 de julho de 2011    | Glücksgas-Stadion, Dresden, Alemanha            | Estados Unidos | 1–1    | 2–2       | 2011   | Quartas de final |
| 14. | 10 de julho de 2011    | Glücksgas-Stadion, Dresden, Alemanha            | Estados Unidos | 2–1    | 2–2       | 2011   | Quartas de final |
| 15. | 9 de junho de 2015     | Estádio Olímpico, Montreal, Canadá              | Coréia do Sul  | 2–0    | 2–0       | 2015   | Fase de grupos   |
| 16. | 13 de junho de 2019    | Stade de la Mosson, Montpellier, França         | Austrália      | 1–0    | 2–3       | 2019   | Fase de grupos   |
| 17. | 18 de junho de 2019    | Stade du Hainaut, Valenciennes, França          | Itália         | 1–0    | 1–0       | 2019   | Fase de grupos   |

| Edição              | Gols |
| ------------------- | ---- |
| Estados Unidos 2003 | 3    |
| China 2007          | 7    |
| Alemanha 2011       | 4    |
| Canadá 2015         | 1    |
| França 2019         | 2    |

| # | Adversário     | Gols   |
| - | -------------- | ------ |
| 1 | Estados Unidos | 4 gols |
| 2 | Noruega        | 3      |
| 3 | Nova Zelândia  | 2      |
| 4 | China          | 2      |
| 5 | Austrália      | 2      |
| 6 | Coreia do Sul  | 2      |
| 7 | Suécia         | 1      |
| 8 | Itália         | 1      |

## Fora do futebol
Marta foi nomeada no dia 6 de setembro de 2018, Embaixadora da Boa Vontade da ONU Mulheres. Ela é a primeira embaixadora latino-americana a receber o título.
Para garantir que mulheres e meninas em todo o mundo tenham as mesmas oportunidades que homens e meninos têm para realizar seu potencial. Eu sei, a partir da minha experiência de vida, que o esporte é uma ferramenta fantástica para o empoderamento.— Marta, durante entrevista.
Em julho de 2022, Marta, que foi nomeada Líder Global de Diversidade e Inclusão do grupo Latam, é personagem central da campanha que tem o objetivo empoderar o cliente para que ele supere suas fronteiras.
Em 17 de julho de 2023, Marta lançou a marca de sportwear Go Equal que defende equidade de gênero no esporte. A linha terá todos os royalties das vendas revertidos para iniciativas de apoio a entidades ligadas ao futebol e que promovam o protagonismo feminino na modalidade.

## Estatísticas

### Clubes
| Clube                  | Ano               | Liga  | Liga | Copa  | Copa | Europa | Europa | Total | Total |
| Clube                  | Ano               | Jogos | Gols | Jogos | Gols | Jogos  | Gols   | Jogos | Gols  |
| ---------------------- | ----------------- | ----- | ---- | ----- | ---- | ------ | ------ | ----- | ----- |
| Los Angeles Sol        | 2009              | 20    | 10   | -     | -    | -      | -      | 20    | 10    |
| Los Angeles Sol        | Total             | 20    | 10   | -     | -    | -      | -      | 20    | 10    |
| Santos FC              | 2009              | -     | -    | 7     | 18   | 6      | 7      | 13    | 25    |
| Santos FC              | Total             | -     | -    | 7     | 18   | 6      | 7      | 13    | 25    |
| Gold Pride             | 2010              | 25    | 20   | -     | -    | -      | -      | 25    | 20    |
| Gold Pride             | Total             | 25    | 20   | -     | -    | -      | -      | 25    | 20    |
| Santos FC              | 2011              | -     | -    | -     | -    | 4      | 2      | 4     | 2     |
| Santos FC              | Total             | -     | -    | -     | -    | 4      | 2      | 4     | 2     |
| Western New York Flash | 2011              | 15    | 10   | -     | -    | -      | -      | 15    | 10    |
| Western New York Flash | Total             | 15    | 10   | -     | -    | -      | -      | 15    | 10    |
| Tyresö FF              | 2012              | 21    | 12   | 4     | 4    | -      | -      | 25    | 16    |
| Tyresö FF              | 2013              | 15    | 12   | 1     | 1    | 4      | 1      | 20    | 14    |
| Tyresö FF              | 2014              | 2     | 3    | -     | -    | 4      | 5      | 6     | 8     |
| Tyresö FF              | Total             | 38    | 27   | 5     | 5    | 8      | 6      | 45    | 38    |
| FC Rosengård           | 2014              | 9     | 5    | 5     | 2    | 6*     | 4      | 20    | 11    |
| FC Rosengård           | 2015              | 21    | 8    | 5*    | 5*   | 6*     | 5      | 32    | 18    |
| FC Rosengård           | 2016              | 19    | 13   | 4*    | 0    | 4*     | 0      | 27    | 13    |
| FC Rosengård           | Total             | 49    | 26   | -     | -    | 14     | 9      | 79    | 42    |
| Orlando Pride          | 2017              | 24    | 13   | -     | -    | -      | -      | 24    | 13    |
| Orlando Pride          | 2018              | 10    | 2    | -     | -    | -      | -      | 10    | 2     |
| Orlando Pride          | Total             | 34    | 15   | -     | -    | -      | -      | 34    | 15    |
| Total na carreira      | Total na carreira | 181   | 108  | 12    | 23   | 32     | 24     | 235   | 162   |

*Temporadas 2014–15, 2015–16 e 2016–17
*Supercopa da Suécia

## Títulos[35]
Vasco da Gama
- Campeonato Brasileiro Sub-19: 2001[36]

Umeå IK
- Supercopa da Suécia: 2003–04[37]

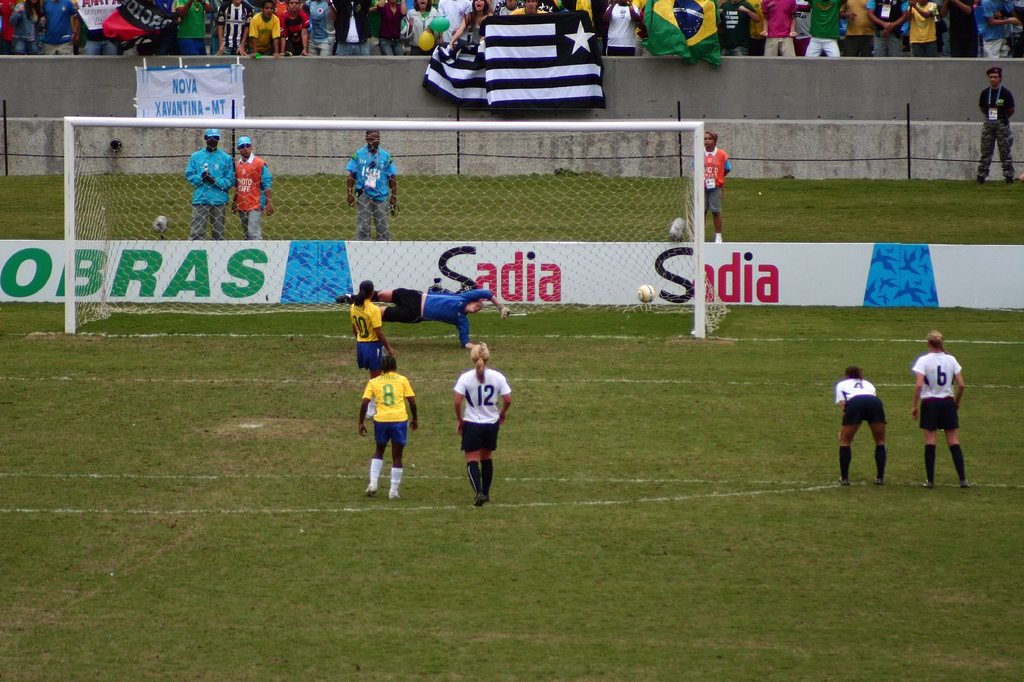
Marta fazendo gol de pênalti na final do Pan.

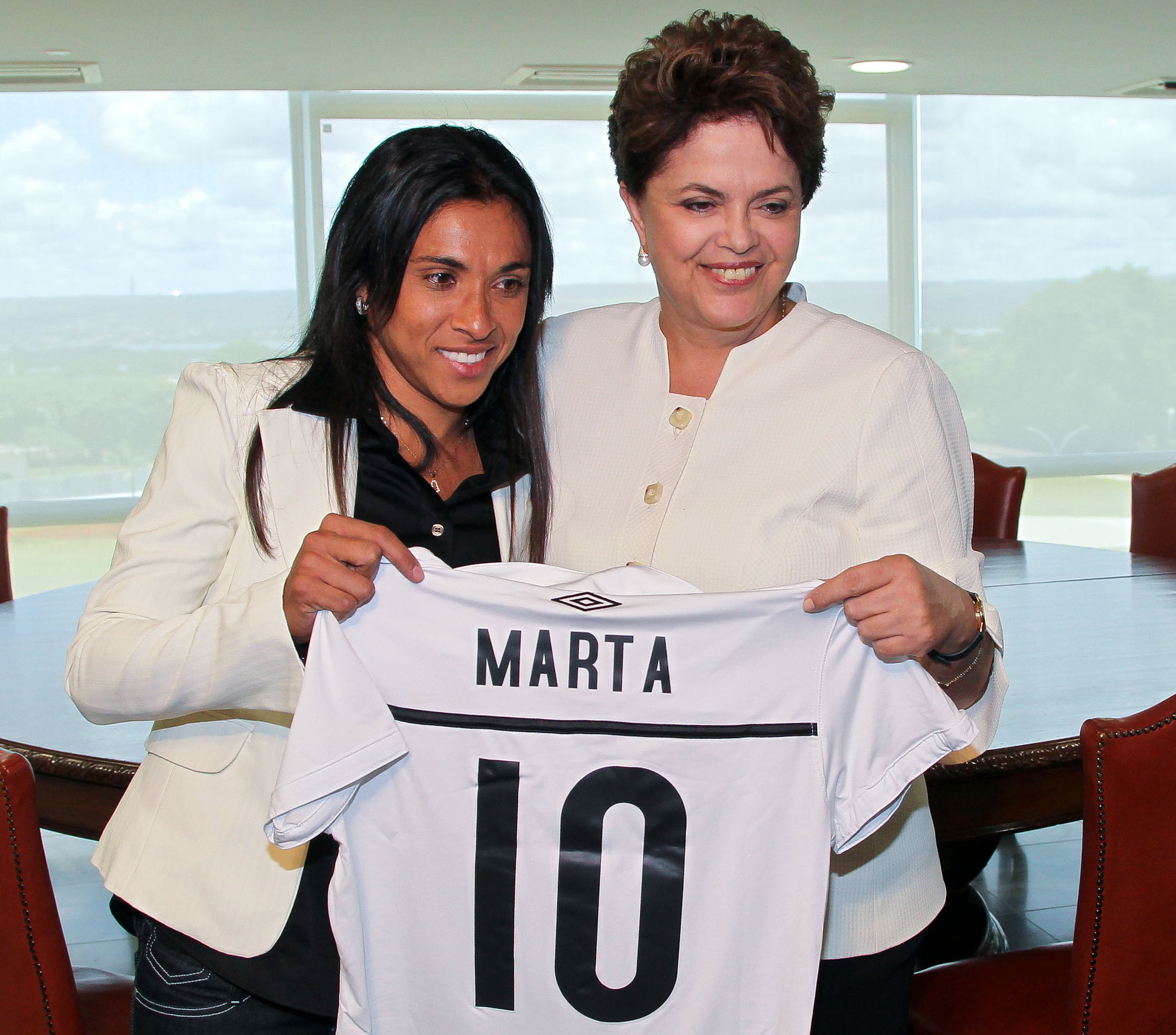
Marta e a ex-presidente Dilma Rousseff em 2011.

- Campeonato Sueco: 2005, 2006, 2007 e 2008
- Copa da Suécia: 2007

Santos
- Copa Libertadores da América: 2009
- Copa do Brasil: 2009

Gold Pride
- Liga de Futebol Feminino dos Estados Unidos: 2010

Western New York Flash
- Liga de Futebol Feminino dos Estados Unidos: 2011

Tyresö FF
- Damallsvenskan: 2012
- Supercopa da Suécia: 2012

FC Rosengård
- Damallsvenskan: 2014 e 2015
- Supercopa da Suécia: 2014, 2015 e 2016
- Copa da Suécia: 2016[38]

Orlando Pride
- NWSL Championship: 2024
- NWSL Shield: 2024

Seleção Brasileira
- Jogos Pan-americanos: medalha de ouro (Santo Domingo 2003 e Rio 2007)
- Copa América Feminina:  2003, 2010, 2018 e 2025
- Torneio Internacional Cidade de São Paulo: 2009, 2011  e  2012

### Campanhas de destaque
Seleção Brasileira
- Copa do Mundo de Futebol Feminino - 2º lugar (2007)
- Campeonato Sul-Americano Feminino - 2º lugar (2006)
- Jogos Olímpicos - medalha de prata (2004,2008 e 2024)

Umeå IK
- Liga dos Campeões da UEFA em 2006-07 e 2007-08 - 2º lugar
- Copa da Suécia em 2004, 2005 e 2009 - 2º lugar
- Campeonato Sueco em 2004 - 2º lugar

Los Angeles Sol
- Liga de futebol feminino dos Estados Unidos - 2º lugar (2009)

### Prêmios individuais
- Bola de Ouro da Copa do Mundo de Futebol Feminino Sub-20: 2004
- Melhor Jogadora do Mundo pela FIFA: 2006, 2007, 2008,[39] 2009[40] e 2018
- Copa do Mundo de Futebol Feminino Bola de Ouro: 2007
- Copa do Mundo de Futebol Feminino Chuteira de Ouro: 2007
- Eleita pela revista Criativa uma das 25 mulheres mais criativas de 2007[41]
- FIFA Ballon d'Or: 2010
- FIFPro World XI: 2016,[42] 2017,[43] 2019[44] e 2021[45]
- Equipe Feminina Mundial da Década da IFFHS  2011–2020[46]
- Equipe Feminina da Década da IFFHS CONMEBOL 2011–2020[47]
- Melhor Jogadora Feminina da Década do Mundo da IFFHS 2011–2020[48]
- Melhor Jogadora Feminina da Década IFFHS CONMEBOL 2011–2020[49]
- Hors concours (Bola de Prata): 2024[50]
- Prêmio Marta da FIFA: 2024[51]
- Melhor Jogadora da Copa América Feminina: 2025[52][53]

### Artilharias
- Jogos Pan-americanos de 2007 (12 gols)
- Copa do Mundo de Futebol Feminino de 2007 (7 gols)
- Liga dos Campeões da UEFA de 2007–08 (5 gols)
- Campeonato Sueco em 2004, 2005 e 2008 (22, 21 e 23 gols)[54]
- Torneio Internacional Cidade de São Paulo de 2009 (7 gols)
- Liga de futebol feminino dos Estados Unidos de 2009 (10 gols)
- Liga de futebol feminino dos Estados Unidos de 2010 (19 gols)
- Liga de futebol feminino dos Estados Unidos de 2011 (10 gols)
- Maior Artilheira da História da Copa do Mundo de Futebol Feminino (18 gols)[55]
- Maior Artilheira da História da Seleção Brasileira (contando a Masculina e a Feminina) (118 gols)[7]

### Honrarias
- Entrou na calçada da fama do Maracanã, sendo a primeira e, até agora, a única mulher a deixar a marca dos pés neste local.[56]
- Homenageada pelo Museu do Futebol em 2015 no projeto Visibilidade para o Futebol Feminino. Apesar de já fazer parte do acervo do museu desde sua abertura, em 2008, na Sala das Copas do Mundo, e na Sala Números e Curiosidades, Marta foi a primeira jogadora, junto com Formiga, a integrar a Sala Anjos Barrocos, que até então era exclusiva de jogadores homens.[57]
- Em dezembro de 2016, foi eleita uma das 100 mulheres mais influentes do mundo pela BBC.[58]
- Homenageada pelo GloboEsporte.com no Prêmio Craque do Brasileirão, em 2018[59]
- Homenageada pela ESPN com o Troféu Bola de Ouro, em 2018[60]
- Homenageada no desfile e samba enredo da escola de samba  Inocentes de Belford Roxo com o nome: "Marta do Brasil! Chorar no Começo para Sorrir no Fim" no carnaval de 2020 [61]
- Em 21 de novembro de 2023, foi condecorada com a Ordem de Rio Branco no grau de Comendador.[62]

## Vida pessoal
Em 2019, Marta começou um relacionamento com a também jogadora do Orlando Pride, Toni Deion Pressley, com quem noivou em 2021. No entanto, onze meses após o início do noivado o relacionamento das duas acabou e Marta engatou um novo romance com outra jogadora do Orlando Pride, Carrie Lawrence. Em 2024, as duas ficaram noivas.
É uma jogadora LGBTQIAP+. Atualmente sua carreira é agenciada pela agência Play9.